# Schimbrig
Der Schimbrig ist ein 1815 m ü. M. hoher Berg im Entlebuch im Schweizer Kanton Luzern.

## Lage und Umgebung
Der langgezogene Rücken des Schimbrigs erstreckt sich von Südwest nach Nordost. Die Verlängerung verläuft südwestlich über die Schafmatt in Richtung Schrattenfluh. Im Nordwesten fällt der Schimbrig Richtung Schimbrig Bad und im Südosten Richtung Entlental ab, durch das die Passstrasse zum Glaubenberg führt.
Pfarrer Joseph Xaver Schnyder von Wartensee (1750–1784) erwähnte 1782 am Schimbrig erstmals einen Schwefelbrunnen. Anfang des 19. Jahrhunderts begann man dort Wasser abzufüllen und zu verkaufen. 1854 kaufte der Schüpfheimer Peter Thalmann die Schwefelquellen und erbaute das Kurhaus Schimbrig Bad.

## Karte und Literatur
- Landeskarte der Schweiz, 1:25'000, Blatt 1169, Schüpfheim

## Bilder

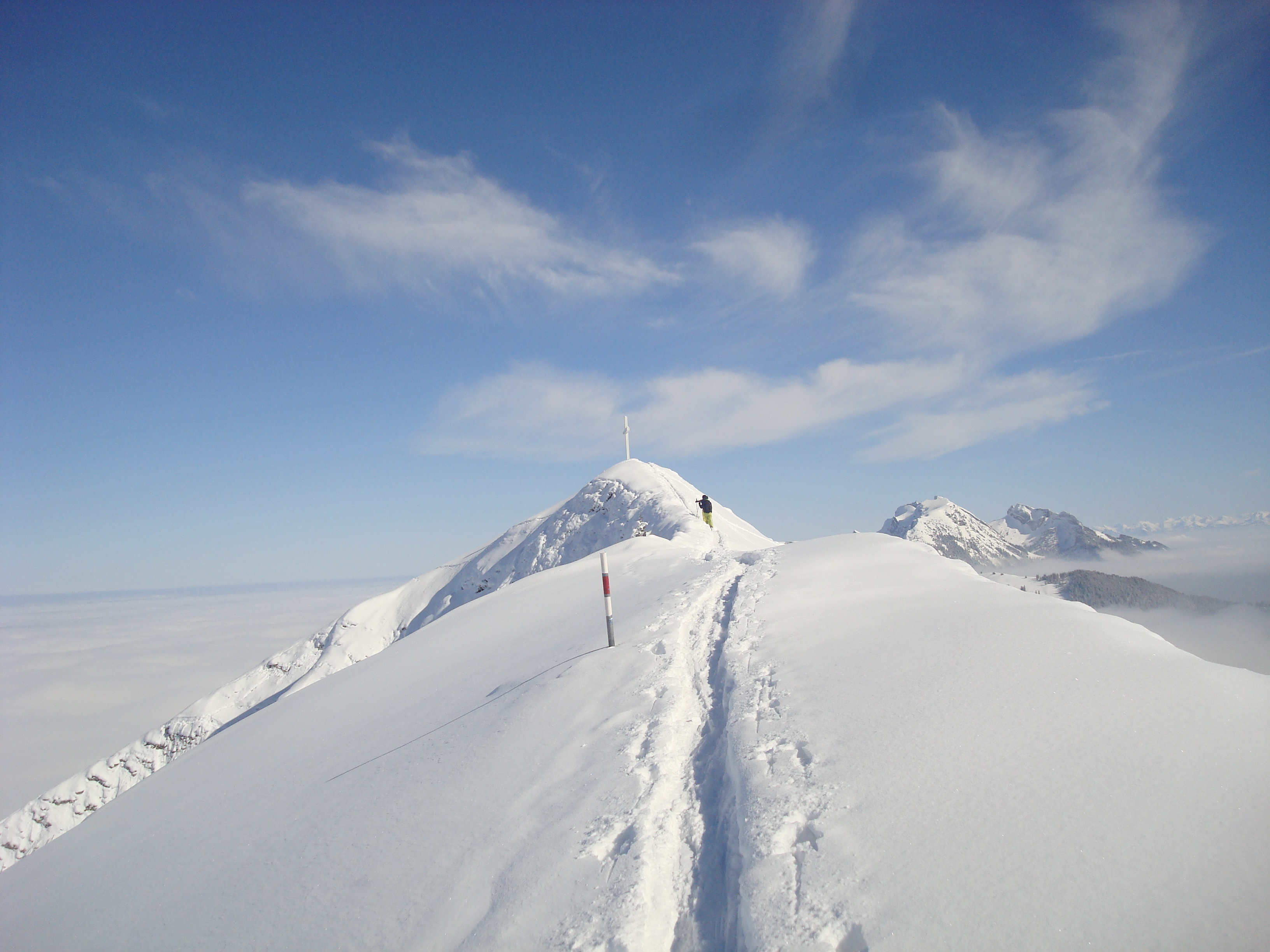
Gipfel des Schimbrigs
Schwefelquelle Schimbrig Bad, Mai 2022